# Vanessa Ponce
Silvia Vanessa Ponce de León Sánchez (Cidade do México, 7 de março de 1992) é uma modelo e rainha de beleza do México que venceu o Miss Mundo 2018 em Sanya, na China.
Ela foi a primeira de seu país a vencer este concurso e foi coroada aos 26 anos de idade, sendo uma das mais velhas a vencê-lo.
É chamada simplesmente de Vanessa Ponce ou Vanessa Ponce de León.

## Biografia
Vanessa nasceu em Cidade do México e é formada em Negócios Internacionais.
Antes de ser Miss Mundo, era uma das diretoras de um centro de reabilitação para meninas e voluntária na ONG “Migrantes en el Camino”.
Segundo sua biografia oficial, ela gosta de assistir Downton Abbey e, além de falar espanhol, é fluente em inglês.

## Participação em concursos de beleza

### Miss México
Em 2018, representando a Cidade do México, Vanessa venceu o Miss México 2018 (não confundir com o Nuestra Belleza México, versão Miss México Universo).
Ela já havia sido, antes, a vencedora do Mexico's Next Top Model 2014.

### Miss Mundo
Em Sanya, na China, Vanessa foi coroada Miss Mundo 2018 no dia 8 de dezembro de 2018, derrotando outras 117 concorrentes. Durante as preliminares, ela foi finalista em diversas provas, tendo vencido o Head to Head Challenge e o Beauty with Purpose.
Após ser coroada, ela disse, segundo o La Província da Espanha: "Usarei o meu reinado para seguir fazendo o que faço desde três anos. Seguirei sendo um exemplo porque todos podemos ser um exemplo. O mundo necessita de uma mudança e ajudar não é tão difícil".
Seu projeto Beleza com Propósito no concurso foi o ‘Na Vali’, um trabalho feito com filhos de trabalhadores migrantes indígenas que viajam da montanha de Guerrero para Guanajuato, cidade-natal de Vanessa, para colher pimenta malagueta. Os filhos, acompanhando os pais, acabam por não frequentar a escola.

#### Reinado
Nos primeiros dois meses, Vanessa visitou a China (onde ela passou alguns dias depois de ser coroada), Inglaterra (Londres), México, EUA, Tailândia (duas vezes: em janeiro para negociar a sede e em fevereiro para apresentar o país como sede oficial do Miss Mundo 2019) e Indonésia.
Segundo sua biografia na Wikipédia em inglês, ela também visitou a Índia, Uganda, Filipinas, Gana, Singapura, Polônia, Tanzânia e Bahamas.
Em janeiro de 2019, na sua primeira viagem ao México, ela foi recebida pelo presidente do país, Andrés Manuel López Obrador.
Em julho de 2019, ela apareceu na bancada do Good Morning Britain, ao lado do famoso apresentador Piers Morgan.

## Vida após os concursos
Em 2021, ela participou do Miss Mundo com entrevistadora.

Em seu Instagram oficial, ela se descreve como voluntária e modelo. Ela também é influenciadora digital, tendo feito trabalhos até para o Walmart.